# Ibuki (satélite)
El satélite Ibuki (いぶき Ibuki?), en japonés respiro (también conocido en inglés como GOSAT, Greenhouse Gases Observing Satellite) es el primer satélite de observación terrestre dedicado a medir en forma regular los gases invernadero en la atmósfera terrestre. Ibuki será capaz de medir la cantidad de dióxido de carbono y metano en más de 56.000 puntos de la atmósfera.
Construido por la Agencia Japonesa de Exploración Aeroespacial, fue lanzado el 23 de enero de 2009 desde el Centro Espacial Tanegashima, en la isla del mismo nombre.
El Ministerio del Medioambiente japonés y el Instituto Nacional para Estudios Medioambientales usará la información recopilada para realizar un seguimiento de los gases que provocan el efecto invernadero, y los datos serán compartidos con la NASA y otras organizaciones de varios países.